# Kiến lửa đỏ
Kiến lửa đỏ (Danh pháp khoa học: Solenopsis invicta) là một loài kiến lửa bản địa Nam Mỹ, loài này được mô tả khoa học bởi nhà côn trùng học Thụy Sĩ Felix Santschi là một biến thể của S. saevissima vào năm 1916. Tên cụ thể hiện tại của loài này invicta đã được đặt cho loài kiến này vào năm 1972 như một loài riêng biệt. Tuy nhiên, biến thể và loài là cùng một loài kiến, và tên này đã được giữ nguyên do được sử dụng rộng rãi. Mặc dù có nguồn gốc từ Nam Mỹ, kiến lửa nhập khẩu màu đỏ đã vô tình du nhập vào Úc, New Zealand, một số quốc gia châu Á và Caribe, và Hoa Kỳ. Kiến lửa nhập khẩu màu đỏ là đa hình, vì những con kiến này có hình dạng và kích thước khác nhau. Màu sắc của kiến có màu đỏ và hơi vàng với màu nâu hoặc đen  gaster, nhưng con đực hoàn toàn có màu đen. Kiến lửa đỏ nhập nội chiếm ưu thế ở những khu vực bị thay đổi và sống ở nhiều môi trường sống khác nhau. Chúng có thể được tìm thấy trong các khu rừng mưa, khu vực bị xáo trộn, sa mạc, đồng cỏ, dọc theo các con đường và tòa nhà, và trong các thiết bị điện. 
Đây là một loài côn trùng ăn thịt hung dữ, sinh sản nhanh, có số lượng lớn và luôn chiếm ưu thế về hầu hết các nguồn thức ăn. Trong tiếng Latin, invicta có nghĩa là bất bại. Do có nọc, chúng có thể đánh bại con mồi và đuổi những kẻ cạnh tranh là động vật có xương sống lớn hơn ra khỏi nguồn tài nguyên của nó. Thức ăn của chúng gồm động vật không xương sống, động vật có xương sống và thực vật. Nó là loài xâm lấn trầm trọng.